# David McLachlan-Karr
Pour les articles homonymes, voir McLachlan et Karr.
David McLachlan-Karr, né en 1961, est un diplomate australien. Il est le représentant spécial adjoint de la Mission de l'Organisation des Nations unies en République démocratique du Congo (MONUSCO). Il est également le coordinateur résident des Nations unies et le coordonnateur humanitaire dans le pays. Il a été nommé à ce poste par le secrétaire général des Nations unies António Guterres le 27 juin 2019.

## Carrière
David McLachlan-Karr a 28 ans d'expérience dans le système des Nations unies, dont plusieurs dans des missions en Afrique, en Asie et en Amérique latine pour le PNUD et le Bureau de la coordination des affaires humanitaires (OCHA).
Depuis novembre 2016, David McLachlan-Karr a occupé les fonctions de coordinateur résident des Nations unies, de coordinateur humanitaire et de représentant résident par intérim du PNUD en Jordanie. Avant cela, il a été détaché par l'ONU auprès du Forum économique mondial à Genève, où il a occupé le poste de conseiller principal sur les partenariats public-privé, pour la période 2015-2016.  Avant cela, il a été coordonnateur résident du PNUD et représentant résident en Sierra Leone, aux Maldives, en Papouasie-Nouvelle-Guinée et au Venezuela.
Avant sa première nomination à l'ONU en 1993, McLachlan-Karr a passé huit ans au ministère australien des Affaires Étrangères.

## Éducation
David McLachlan-Karr est titulaire d'une maîtrise en relations internationales de l'Université de Cambridge, au Royaume-Uni, et d'une licence en relations internationales et en droit de l'Université du Queensland, en Australie.